# Horst Heintze (Politiker)
Horst Heintze (* 15. August 1927 in Halle (Saale); † 14. Dezember 1997) war ein deutscher FDGB-Funktionär. Er war Mitglied des Bundesvorstandes des FDGB in der DDR, Abgeordneter der Volkskammer und Mitglied des Zentralkomitees der SED.

## Leben
Heintze, Sohn einer Arbeiterfamilie, besuchte die Volksschule und erlernte zwischen 1942 und 1944 den Beruf des Maschinenschlossers. Am 6. Februar 1944 beantragte er die Aufnahme in die NSDAP und wurde zum 20. April desselben Jahres aufgenommen (Mitgliedsnummer 10.085.544).
1945 trat er dem FDGB und 1947 der SED bei. Zwischen 1945 und 1948 arbeitete er wieder als Schlosser in Halle und Ammendorf. 1948/49 wirkte er als Jugendsekretär des FDGB-Kreisvorstandes Halle, 1949 bis 1952 als Sekretär des FDGB-Landesvorstandes Sachsen-Anhalt. 1952/53 war er Vorsitzender des FDGB-Bezirksvorstandes Magdeburg.
1953 begann er ein Direktstudium an der Parteihochschule „Karl Marx“, das er 1954 bis 1962 im Fernstudium mit Abschluss als Diplom-Gesellschaftswissenschaftler zu Ende führte. Von 1954 bis 1958 fungierte er als stellvertretender Vorsitzender der IG Metallurgie und von 1958 bis 1961 als stellvertretender Vorsitzender der IG Metall. Von Februar bis Mai 1960 war Heintze kurzzeitig kommissarischer Vorsitzender der IG Metall. 1961 leitete er kurzzeitig die Abteilung Wirtschaft im FDGB-Bundesvorstand und war anschließend von 1961 bis 1989 Mitglied des Präsidiums und des Sekretariats des Bundesvorstandes, dort ebenfalls zuständig für Wirtschaft bzw. Arbeit und Löhne. Von 1965 bis 1967 studierte an der Hochschule für Ökonomie Berlin mit dem Abschluss als Diplomökonom. Heintze gehörte als Mitglied dem Redaktionskollegium der Zeitschrift Die Arbeit an.
Heintze war von 1963 bis 1989 zudem Mitglied des ZK der SED und von 1976 bis März 1990 Abgeordneter der Volkskammer, dort auch stellvertretender Vorsitzender des Ausschusses für Industrie, Bauwesen und Verkehr.
Im November/Dezember 1989 wurde Heintze von allen Gewerkschafts- und Parteifunktionen entbunden.

## Auszeichnungen
- Vaterländischer Verdienstorden in Bronze (1965), in Silber (1974) und in Gold (1987)
- Banner der Arbeit
- Verdienstmedaille der DDR
- Held der Arbeit